# Tomás del Corral y Oña
Tomás Eustaquio del Corral y Oña (Leiva, la Rioja, 18 de setembre de 1807 - Madrid, 18 de setembre de 1882), I Marquès de San Gregorio i I Vescomte d'Oña, fou un metge i acadèmic espanyol, senador, rector de la Universitat Complutense de Madrid i acadèmic de la Reial Acadèmia Nacional de Medicina.

## Biografia
De molt jove va anar a estudiar a Madrid sota la tutela del seu oncle Víctor de Oña, advocat del Col·legi de la Cort i comptador de la casa del Ducat de Frías. Començà a estudiar lleis, però després es decantà per medicina al Col·legi de San Carlos, on es va llicenciar en 1832. En 1836 va obtenir la càtedra d'obstetrícia a la Universitat de Madrid, alhora que se n'encarregava també de la biblioteca. En 1851 va participar en el part de la infanta Isabel Francesca d'Asís, i com agraïment la reina Isabel II d'Espanya el va nomenar metge de cambra i ginecòleg personal de la reina. En 1854 fou nomenat catedràtic de la Universitat Complutense de Madrid, càrrec que va ocupar fins 1862. I en 1861 fou escollit acadèmic de la Reial Acadèmia Nacional de Medicina.
Arran del triomf de la revolució de 1868 va acompanyar la reina Isabel II a l'exili. Per aquest motiu el 1875 Alfons XII d'Espanya li va concedir els títols de marquès de San Gregorio i vescomte d'Oña. Fou conseller d'Instrucció Pública i del 1877 fins a la seva mort fou senador per la Universitat de Madrid. Fou guardonat amb la gran creu de l'Orde d'Isabel la Catòlica, la de Carles III, la del Mèrit Militar i la Medalla d'Alfonso XII; la de l'Orde de Crist de Portugal i la de Sant Miquel, de Baviera. Es va casar amb Paz Tomé y Martínez, i una filla seva es va casar amb l'escriptor i polític Francisco Silvela y de Le Villeuze.